# Bona de Artésia
Bona de Artésia (1395/96 — Dijon, 17 de setembro de 1425) foi uma nobre francesa. Ela foi condessa de Nevers, Artésia e Flandres pelo seu primeiro casamento com Filipe II de Nevers, e posteriormente, duquesa da Borgonha pelo seu segundo casamento com Filipe III da Borgonha. Também foi suo jure senhora de Houdain, e regente de Nevers de 1415 a 1424.

## Família
Bona foi a primeira filha, terceira e penúltima criança nascida de Filipe de Artésia, conde d'Eu e de Maria de Berry, duquesa da Auvérnia. Seus avós paternos eram João de Artésia, conde d'Eu e Isabel de Melun. Seus avós maternos eram João de Berry, duque de Berry e Auvérnia, e Joana de Armagnac. Através de seu avô materno, Bona era bisneta do rei João II de França e de Bona de Luxemburgo.
Ela teve três irmãos por parte de pai e mãe: Filipe, Carlos de Artésia, Conde d'Eu, e Catarina, esposa de João de Bourbon, Senhor de Carency.
Pelo terceiro casamento de sua mãe com João I, Duque de Bourbon, teve três meio-irmãos: Carlos I, Duque de Bourbon, marido de Inês da Borgonha, Luís, e o conde Luís I de Montpensier, esposo de Joana de Clermont-Sancerre, delfina de Auvérnia.

## Biografia
Bona sucedeu a sua tia, Joana de Artésia, como senhora de Houdain.
Em 12 de março de 1413, foi assinado o contrato de casamento entre Bona e o conde Filipe II, em Paris. Ele era filho de Filipe II da Borgonha e de Margarida III da Flandres. Eles se casaram em 20 de junho daquele ano, no Castelo de Beaumont-en-Argonne, ou em Beaumont-en-Artésia.
O casal teve dois filhos. Filipe faleceu durante a Batalha de Azincourt, na data de 25 de outubro de 1415.
Devido à minoridade de seu filho primogênito, Carlos, a condessa tornou-se regente do condado em seu nome, posição ocupada de 1415 a 1424.
Entre 1413 e 1423, Bona fundou um mosteiro da Ordem das Clarissas, no castelo dos condes de Nevers, na comuna de Decize.
Após quase dez anos de viúvez, a condessa casou-se com o sobrinho de seu falecido marido, o conde Filipe III de Borgonha, em 30 de novembro de 1424, em Moulins-Engilbert. O conde era filho de João, Duque da Borgonha e de Margarida da Baviera.
Eles não tiveram filhos. Bona faleceu no dia 17 de setembro de 1425, em Dijon, e foi enterrada no Mosteiro de Champmol.

## Descendência
- Carlos I de Nevers (1414 – maio de 1464), sucessor do pai. Foi marido de Maria d'Albret, mas não teve filhos;
- João II de Nevers (25 de outubro de 1415 – 25 de setembro de 1491), sucessor do irmão. Foi primeiro casado com Jaqueline d'Ailly, com quem teve dois filhos; depois foi marido de Paula de Brosse, com quem teve uma filha, e por fim, foi esposo de Francisca d'Albret. Também teve quatro filhos ilegítimos de duas amantes diferentes.